# Noitibó-indiano
O noitibó-indiano (Caprimulgus asiaticus) é um pequeno noitibó residente em terras abertas na Ásia Oriental e no Sudeste Asiático. Como a maioria dos noitibós, ele é crepuscular e é melhor detectado por seus chamados característicos ao amanhecer e ao anoitecer, que foram comparados a uma pedra pulando em um lago congelado - uma série de cliques que se tornam mais curtos e mais rápidos. Às vezes, são avistados nas estradas quando seus olhos brilham em vermelho sob o foco de um veículo. Há uma variação considerável de plumagem em sua área de distribuição e pode ser difícil diferenciá-lo de outros noitibós da região, especialmente no campo.

## Descrição
Esse noitibó é pequeno e de cauda curta, com cantos brancos na cauda, nuca e colarinho dourados, bochechas escuras e manchas brancas nas laterais da garganta. O píleo é cinza e o peito é finamente barrado de marrom. Os machos têm mais branco na cauda, enquanto a fêmea é mais fortemente listrada no píleo. Diferencia-se do noitibó-de-sykes [en] pela cauda inferior escura e do  noitibó-marajá pela cauda mais curta e manchas brancas nas laterais da garganta.
O canto é característico e foi comparado a uma pedra pulando em um lago congelado (por isso também foi chamado de “pássaro do gelo” na Índia colonial) ou a uma bola de pingue-pongue quicando rapidamente e parando.
Ele voa após o pôr do sol com um voo fácil e silencioso, semelhante ao de uma mariposa. Durante o dia, o noitibó-indiano fica imóvel no chão, oculto por sua plumagem; é difícil de ser detectado, pois se confunde com o solo.

## Taxonomia e sistemática
As populações apresentam variação clinal com plumagem mais pálida na zona seca do noroeste da Índia. A população do Sri Lanka é chamada de eidos e é mais escura e acinzentada em geral. No noroeste da Índia, a subespécie gurgaoni é muito pálida, com as populações nominadas da Índia peninsular apresentando uma variação considerável.

## Habitat e distribuição

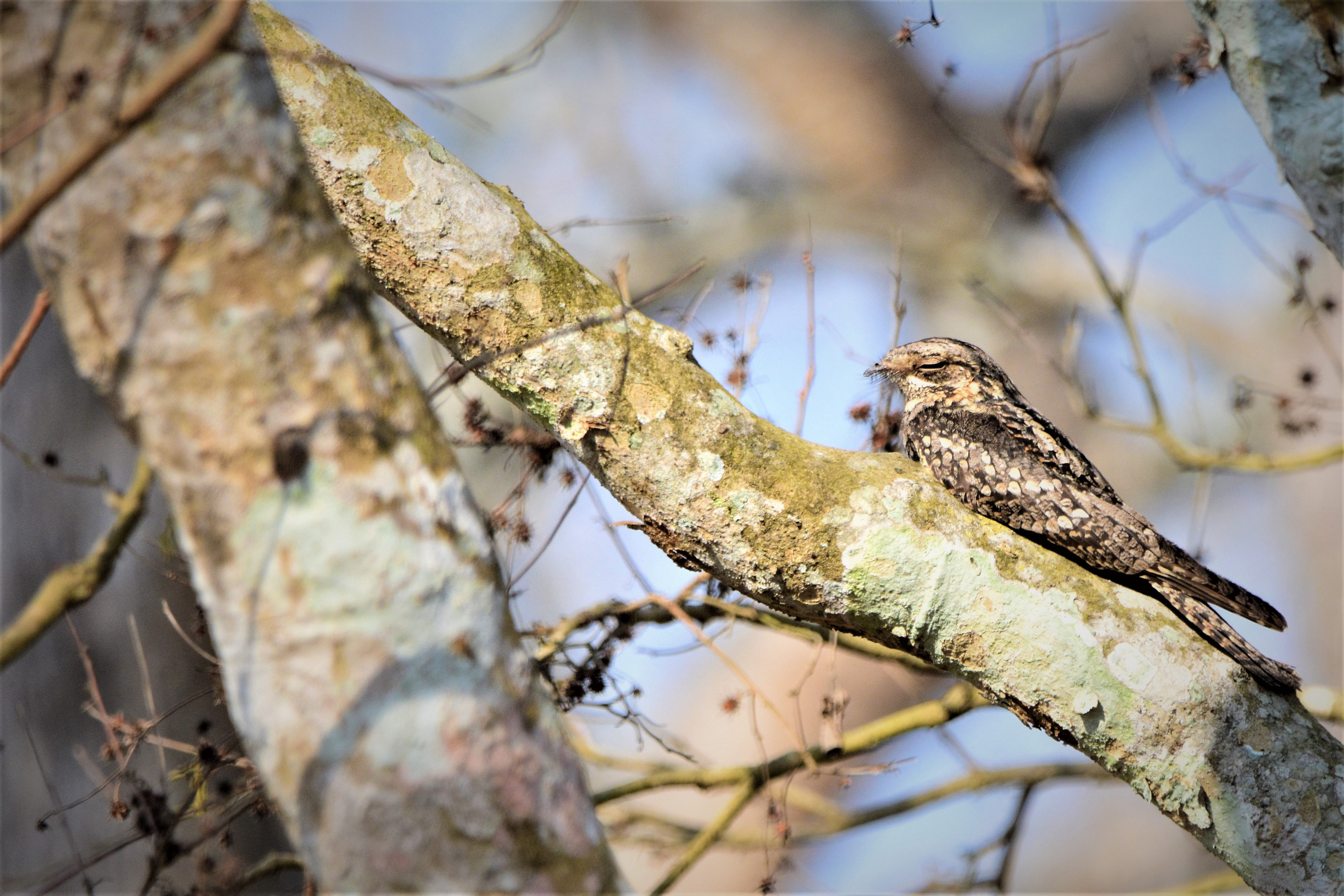
Noitibó-indiano se integrando à natureza, Parque Nacional Bandipur, Índia.

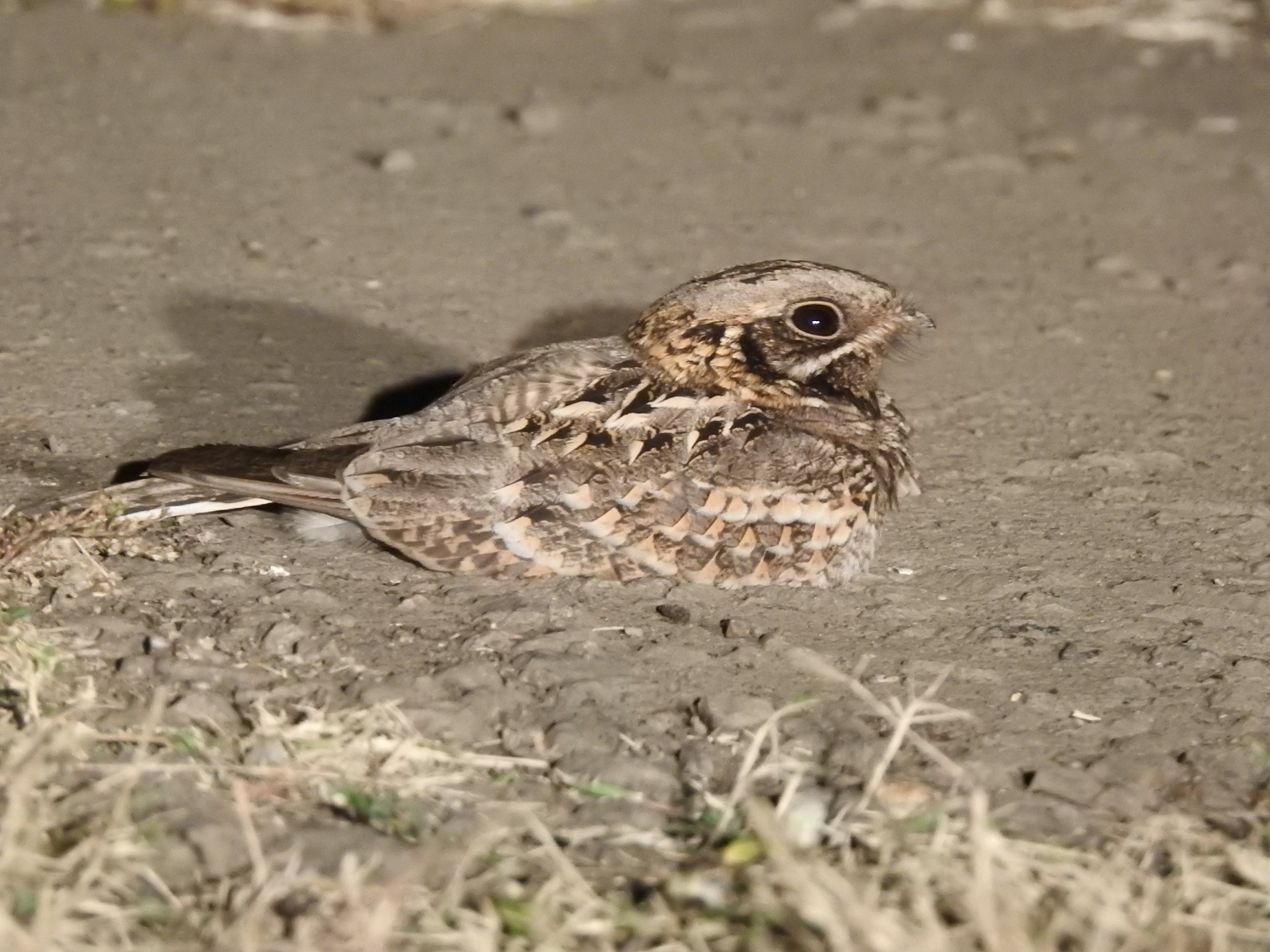
Noitibó-indiano clicado em Bhadravathi, Karnataka, Índia.

A espécie é encontrada em florestas abertas, arbustos e plantações. Geralmente, senta-se no chão ou em árvores baixas e não é encontrada em poleiros altos.
A espécie é encontrada no noroeste da Índia e em partes adjacentes do Paquistão, mas não na região árida do deserto. É encontrada ao sul do Himalaia, nas baixas elevações a leste de Bangladesh, Myanmar e Vietnã. Também é encontrada no Sri Lanka.
Não faz ninho; os dois ovos rosa-creme marmorizados são colocados sobre o solo nu de fevereiro a setembro; o pássaro chocando, sentado de perto, fica bem camuflado. Os ovos podem ser movidos por curtas distâncias. O filhote recém-nascido é coberto de penugem marrom na parte superior e ruivo claro na parte inferior. O olho está aberto no momento da eclosão e o filhote pode sentar-se ereto e emitir um som fraco.

## Alimentação
Os noitibós são mais ativos e se alimentam principalmente ao amanhecer e ao anoitecer (crepusculares - ativos durante o crepúsculo). Ao anoitecer, eles costumam voar ao redor do gado para se alimentar de insetos que se aglomeram ao redor dos animais. À noite, gostam de aproveitar os insetos que se aglomeram ao redor das lâmpadas da rua ou de outras fontes de luz artificial. Eles mantêm seus bicos bem abertos enquanto voam por entre nuvens de pequenos insetos. Os noitibós também podem se alimentar sob a copa das árvores, voando de poleiros favorecidos para capturar insetos em alturas de folhagem de 1,5 a 5 m. Os insetos maiores geralmente são levados de volta aos seus poleiros de alimentação preferidos. Enquanto seguram os insetos em seus bicos, os noitibós mantêm a cabeça erguida, sacodem e engolem a presa inteira, ou podem quebrar os insetos antes de comê-los. Os insetos também podem ser retirados do solo ou da folhagem. Os noitibós filhotes geralmente ficam sentados no chão antes de dar saltos ou voos curtos para capturar insetos. A maior parte de sua dieta consiste em insetos voadores/em enxame, como mosquitos, moscas, besouros, gafanhotos, formigas aladas, mariposas e gafanhotos, bem como piolhos de plantas e grilos. Em menor escala, eles também comem larvas, ninfas e ovos.
Essa espécie comum frequentemente descansa nas estradas durante a noite, às vezes capturando insetos sob os postes de iluminação pública. O brilho reflexivo de seus olhos torna-os fáceis de serem vistos nos feixes dos faróis dos veículos. No entanto, eles podem ficar atordoados por luzes fortes e muitos são mortos pelo tráfego de veículos.